# سطح قابل للاستواء
```
سطح قابل للاستواء
 هو سطح يمكن تكوينه أو بسطه على 
مستو
 بدون 
انكماش
 أو 
امتداد
. والانحناء الكلي لمثل هذا السطح يتلاشى تطابقيا. يُطلق على غلاف (Envelope) مجموعة من المستويات ذات بارامتر واحد سطح قابل للاستواء.
```

الاسطوانة هي مثال على سطح قابل للاستواء

السطح القابل للاستواء هو سطح أملس بدون انحناء غاوسي (Gaussian curvature. أي أنه سطح يمكن بسطه على مستوى بدون تشويه (أي يمكن طيه بدون انكماش أو امتداد). على العكس من ذلك، هو سطح يمكن الحصول عليه عن طريق تحويل المستوى (أي طي، دحرجة، قطع و / أو لصق). في الفراغ ثلاثي الأبعاد تكون جميع الأسطح القابلة للاستواء أسطحًا مسطرة (ولكن ليس العكس). توجد أسطح قابلة للتطوير في الفضاء رباعي الأبعاد غير مسطرة.

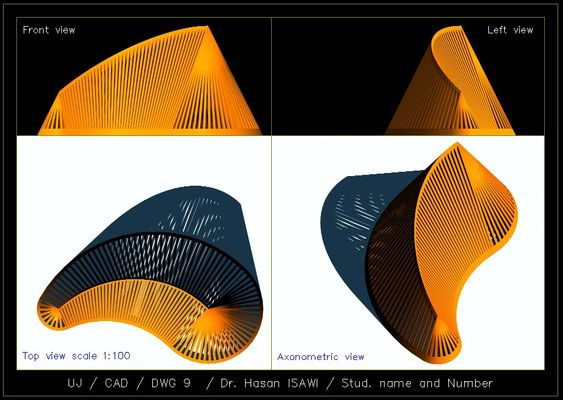
توصيل مماسي بين اسطح مخروطية- اي اسطح قابلة للاستواء